# La Sportiva Gore-Tex Mountain Running Cup
La Sportiva Gore-Tex Mountain Running Cup è un circuito composto da 6 tra le migliori gare di skyrunning e trail internazionali, con classifica dedicata e montepremi finale in denaro organizzato da Gore e La Sportiva.

## Formula
Per competere nel circuito è necessario partecipare ad almeno 4 delle 6 gare, seguendo il regolamento ufficiale di ogni singola manifestazione. È prevista l'assegnazione di bonus punti, non cumulabili, per tutti gli atleti che parteciperanno a 5 gare (30 punti) e 6 gare (60 punti). Nel caso di partecipazione a tutte le sei gare, saranno considerati al fine della classifica finale, i migliori 4 risultati.

## Albo d'oro
| Anno | Vincitrice      | Vincitore             |
| ---- | --------------- | --------------------- |
| 2012 | Emanuela Brizio | Luis Alberto Hernando |
| 2013 | Emanuela Brizio | Ionut Zinca           |

## Risultati

### 2012
| Gara                                          | Nazione           | Data      | Vincitore               | Vincitrice      |
| --------------------------------------------- | ----------------- | --------- | ----------------------- | --------------- |
| International SkyRace Valmalenco-Valposchiavo | Italia / Svizzera | 10 giugno | Robert Krupicka         | Emanuela Brizio |
| Stava Skyrace                                 | Italia            | 24 giugno | Ionut Zinca             | Emanuela Brizio |
| Dolomites Skyrace                             | Italia            | 22 luglio | Kílian Jornet i Burgada | Emelie Forsberg |
| Giir di Mont                                  | Italia            | 28 luglio | Castanier Bernat Tofol  | Enman Kasie     |
| Red Rock Skymarathon                          | Italia            | 5 agosto  | Ionut Zinca             | Silvia Serafini |

Classifiche finali
| Classificato | Atleta                | punti |
| ------------ | --------------------- | ----- |
| 1            | Luis Alberto Hernando |       |
| 2            | Ionut Zinca           |       |
| 3            | Miguel Caballero      |       |

| Classificata | Atleta                   | punti |
| ------------ | ------------------------ | ----- |
| 1            | Emanuela Brizio          |       |
| 2            | Nuria Dominguez Apzaleta |       |
| 3            | Chiara Gianola           |       |

### 2013
| Gara                                          | Nazione           | Data      | Vincitore          | Vincitrice            |
| --------------------------------------------- | ----------------- | --------- | ------------------ | --------------------- |
| Arratzu Urdaibai                              | Spagna            | 28 aprile | Ionut Zinca        | Maite Mayora Elizondo |
| Trail del Monte Soglio                        | Italia            | 25 maggio | Miguel Caballero   | Federica Boifava      |
| International SkyRace Valmalenco-Valposchiavo | Italia / Svizzera | 9 giugno  | Padua Saul Antonio | Silvia Serafini       |
| Stava Skyrace                                 | Italia            | 30 giugno | Tadei Pivik        | Antonella Confortola  |
| Giir di Mont                                  | Italia            | 28 luglio | Ionut Zinca        | Silvia Serafini       |
| Red Rock Skymarathon                          | Italia            | 25 agosto | Ionut Zinca        | Emanuela Brizio       |

Classifiche finali
| Classificato | Atleta             | punti |
| ------------ | ------------------ | ----- |
| 1            | Ionut Zinca        |       |
| 2            | Paolo Bert         |       |
| 3            | David Lopez Castan |       |

| Classificata | Atleta            | punti |
| ------------ | ----------------- | ----- |
| 1            | Emanuela Brizio   |       |
| 2            | Deborah Benedetti |       |
| 3            | Chiara Gianola    |       |